# МАЗ 215
МАЗ-215 — міський зчленований низькопідлоговий автобус особливої великої місткості представлений в 2011 році. Призначений для перевезення пасажирів на маршрутах з великою завантаженістю.
Як і базовий МАЗ-203, МАЗ-215 повністю низькопідлоговий, що дуже зручно для міських маршрутів. Також є пандус для людей з обмеженими можливостями. МАЗ-215 відповідає європейським нормам.
В кабіні водія встановлено новітнє обладнання, а також є велика кількість зручностей для водія. Як і на МАЗ-203, передні двері призначені тільки для пасажирів.
Фактично автобус МАЗ-215 є глибоко перекомпонованим МАЗ-205, хоча зовні відрізняється тільки додатковою двостулковими дверима (хоча є і 4-дверна версія) і горбом на даху. В результаті конструкторських робіт змінилася довжина причепа (став коротше) і тягача автобуса (подовжити), багато моторних систем перемістилися на дах і поміняли своє місце розташування, на даху є ковпак, що закриває моторні системи. Дані заходи дозволили зменшити моторну шахту в салоні, вмістити другі двостулкові двері в базі тягача, крім того навпроти других вхідних дверей тягача з'явилася накопичувальний майданчик з місцем для розміщення інваліда. Накопичувальний майданчик в причепі в порівнянні з МАЗ 205 зменшився, але місце для розміщення інвалідного візка залишилося. В цілому можна вважати автобус МАЗ-215 набагато більш вдалою моделлю в плані компонування ніж МАЗ 205, особливо для роботи на маршрутах з дуже великим пасажиропотоком.